# Judy Gold
Pour les articles homonymes, voir Gold.
 (octobre 2014).
Judy Gold est une actrice, scénariste, productrice et compositeur américaine née le 15 novembre 1962 à Newark dans le New Jersey (États-Unis).

## Biographie
Judy Gold est ouvertement lesbienne.

## Filmographie

### comme actrice
- 1994 : All-American Girl (série TV) : Gloria
- 1995 : Judy Gold (TV)
- 1995 : Les Monstres (Here Come the Munsters) (TV) : Elsa Munster Hyde
- 1995 : The City (série TV) : Judy Silver (1995-1996)
- 2000 : Sidesplitters: The Burt & Dick Story : Dick's Mother
- 2000 : Comedy Central Presents: Judy Gold (TV)
- 2001 : The Ballad of Lucy Whipple (TV) : Buck McPhee
- 2001 : Le Sortilège du scorpion de jade (The Curse of the Jade Scorpion) : Voltan's Participant
- 2002 : New York, unité spéciale (saison 4, épisode 8) : la gynécologue
- 2003 : The Gynecologists : Mrs. Le Blanc
- 2005 : Here! Family (série TV)

### comme compositeur
- 1996 : The Rosie O'Donnell Show (série TV)

## Anecdotes
Judy Gold est une des comédiennes les plus grandes du monde : elle mesure 1,90 m (6′ 3″).